# Новобрянское сельское поселение
Се́льское поселе́ние «Новобрянское» — муниципальное образование в Заиграевском районе Бурятии Российской Федерации.
Административный центр — село Новая Брянь.

## История
Статус и границы сельского поселения установлены Законом Республики Бурятия от 31 декабря 2004 года № 985-III «Об установлении границ, образовании и наделении статусом муниципальных образований в Республике Бурятия»

## Население
| 2002  | 2011  | 2012  | 2013  | 2014  | 2015  | 2016  |
| ----- | ----- | ----- | ----- | ----- | ----- | ----- |
| 4843  | ↘4628 | ↘4538 | ↘4431 | ↘4425 | ↘4346 | ↘4301 |
| 2017  | 2018  | 2019  | 2020  | 2021  | 2023  | 2024  |
| ↘4276 | ↘4221 | ↘4160 | ↘4122 | ↗4291 | ↘4251 | ↘4205 |

## Состав сельского поселения
| № | Населённый пункт | Тип населённого пункта       | Население |
| - | ---------------- | ---------------------------- | --------- |
| 1 | Новая Брянь      | село, административный центр | ↘4205     |